# Cardiodactylus canotus
Cardiodactylus canotus är en insektsart som beskrevs av Henri Saussure 1878. Cardiodactylus canotus ingår i släktet Cardiodactylus och familjen syrsor. Inga underarter finns listade i Catalogue of Life.